# شرف‌الدین انصاری
شرف‌الدین، عبدالعزیز بن محمد انصاری شهرت‌یافته به شرف‌الدین انصاری (۱۱۹۰ -  ۱۲۶۴م) وزیر، محدث، شاعر و نویسنده شامی بود. «نِظرَة المعشوق الی وجه المَشوق»، «تِذکار الواجد بأخبار الوالد» از آثار اوست.     